# إدوارد أ. مكابي
إدوارد أ. مكابي (بالإنجليزية: Edward A. McCabe)‏ هو محامي أمريكي، ولد في 4 مارس 1917، وتوفي في 4 أكتوبر 2008.